# Uomo scorpione

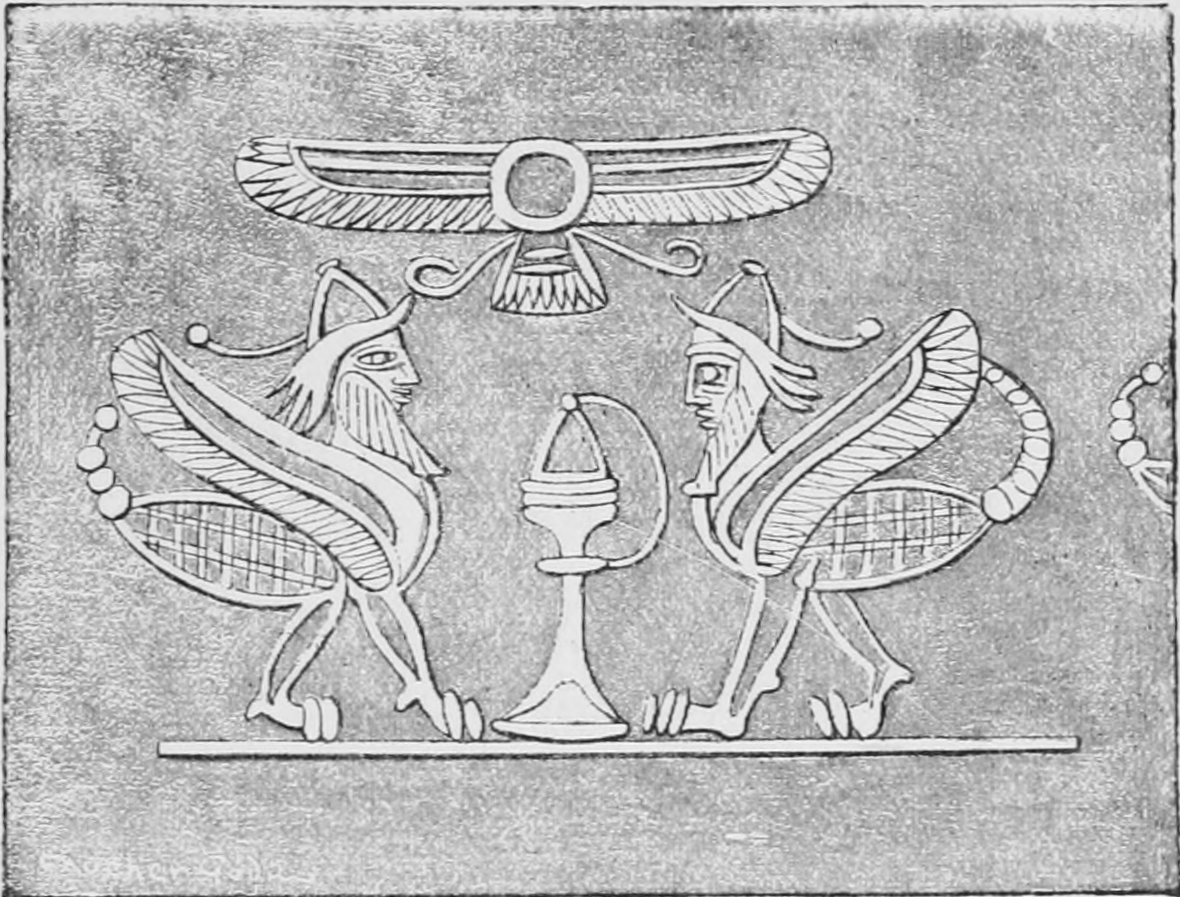
Disegno di un bassorilievo assiro raffigurante due uomini scorpione alati.

Gli uomini scorpione sono creature leggendarie, con testa, torso e braccia umani e il corpo di scorpione. Compaiono in numerosi miti mesopotamici, compresi l'Enūma eliš e l'Epopea di Gilgamesh. Vengono chiamati anche aqrabuamelu o girtablilu.

## Mito

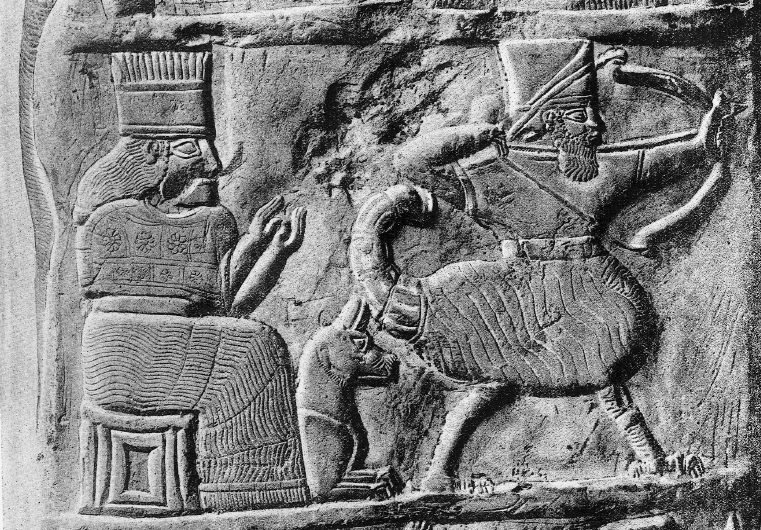
Un uomo scorpione armato di arco.

Gli uomini scorpione furono originariamente partoriti da Tiāmat, insieme ad altre creature mostruose, per fare guerra contro le giovani divinità.
Nell'Epopea di Gilgamesh due di essi, un maschio e una femmina, sono posti a guardia dei cancelli del dio solare Shamash nelle montagne Mashu, che conducono nell'oltretomba. Sono descritti come esseri giganteschi e terrificanti: «la paura che essi incutono è enorme, nel loro sguardo c'è la morte».

## Influenza culturale
- Gli uomini scorpione sono unità mitiche disponibili per la fazione egizia nel gioco di strategia Age of Mythology. Il loro attacco speciale consiste nel colpire i soldati umani nemici con il pungiglione, avvelenandoli. Sono le unità mitiche della dea Nefti.
- In La mummia - Il ritorno, Mathayus, il Re Scorpione, è mostrato con l'aspetto di un uomo scorpione.